# 1941年敖德薩大屠殺
1941年敖德薩大屠殺（1941 Odessa massacre）是指二战時期1941年秋季和1942年冬天發生羅馬尼亞王國控制之下敖德薩和周邊城鎮針對猶太人的大屠殺。
敖德薩大屠殺是指1941年10月22日至24日的一次屠殺事件，約25,000至34,000名猶太人被槍殺，敖德薩、德涅斯特河和南布格河之間的地區有10萬名烏克蘭猶太人在納粹德國佔領期間被屠殺。

## 1941年10月大屠殺

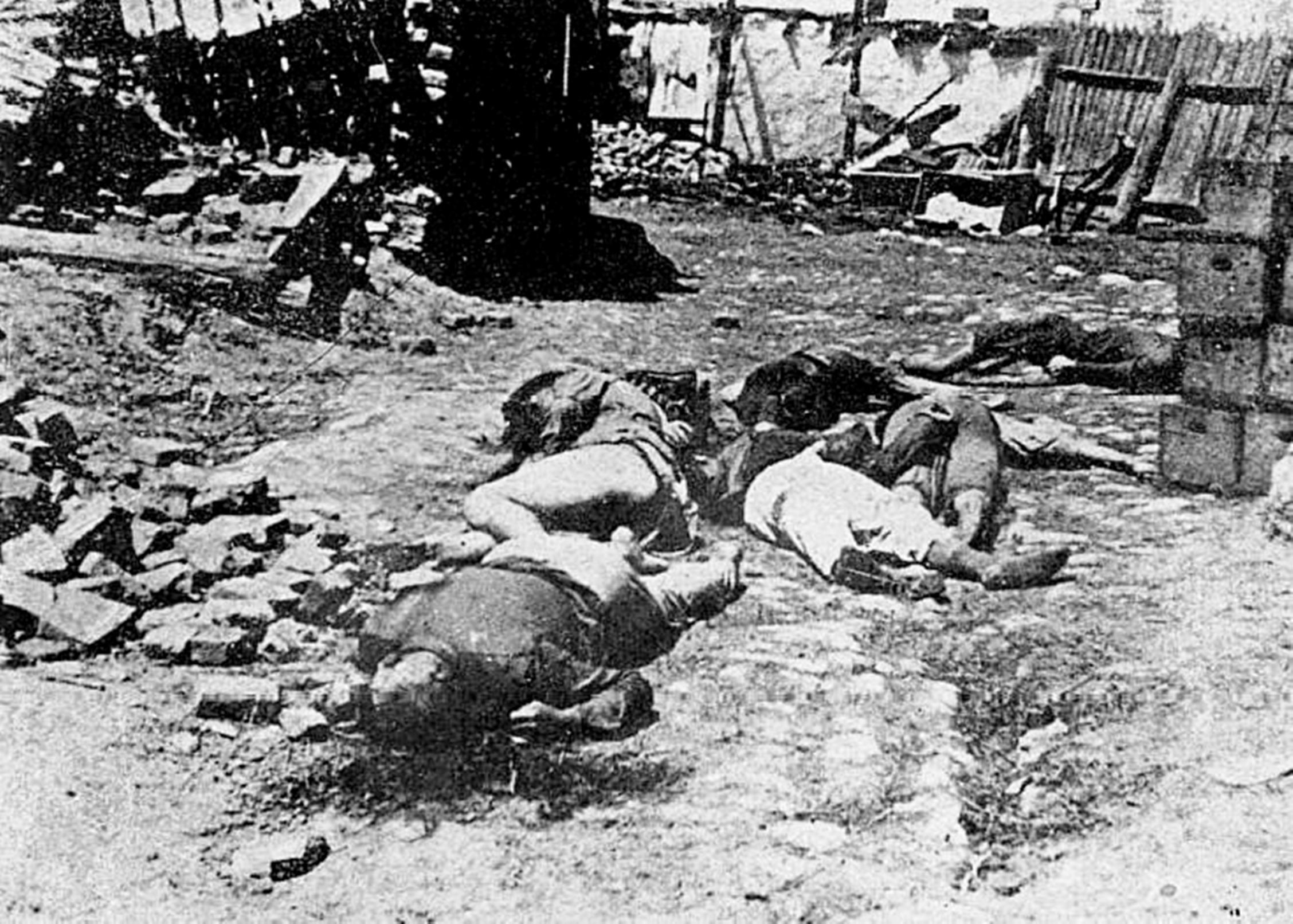
波迪利斯克的死难犹太人

羅馬尼亞軍隊指控猶太人和共產黨企圖投放炸彈，於1941年10月22日晚上開始報復。到12月23日中午，有五千名平民被抓並槍殺，其中大部分是猶太人。10月23日上午，一萬九千多名猶太人聚集在港口的九個倉庫中，隨即遭到射殺，之後倉庫被放火燒毀，一些人被活活燒死。
23日下午，有超過兩萬人被強迫離開城鎮，之後在反坦克溝中被射殺。羅馬尼亞人擔心屠殺時間過長，把其餘的猶太人移動到四個大型倉庫中被射殺。倉庫門關閉，士兵向建築物開火。為了確保所有建築物內的人員都死亡，羅馬尼亞人在10月24日17:00點燃三座建築物，那些試圖通過窗戶或者洞口逃生的人遭到射殺。10月25日，第四座建築遭到砲擊。尼古拉·德萊努中校、尼古列斯庫中校命令進行這次屠殺，德國士兵也參加屠殺。
其餘猶太人中大約有35,000至40,000人被轉移到斯洛博德卡郊區的一個貧民窟中，許多人死於失溫。